# Union nationale de protection civile
Ne doit pas être confondu avec Fédération nationale de protection civile.
 (septembre 2023).
Si vous disposez d'ouvrages ou d'articles de référence ou si vous connaissez des sites web de qualité traitant du thème abordé ici, merci de compléter l'article en donnant les références utiles à sa vérifiabilité et en les liant à la section « Notes et références ».
Pour les articles homonymes, voir UNPC.
L’union nationale de protection civile (UNPC) est une association française régie par la loi de 1901.

## Historique
Elle est fondée en 1950 par Marcel Imbert et J.E. Laurent Perrussel. C'est la plus ancienne association française ayant le terme « protection civile » dans son nom. Elle assume principalement des tâches de conseil, d'assistance et d'appui. Actuellement, elle œuvre pour la coordination d'actions en faveur des populations.
Elle regroupe des associations dont certaines agissent par convention, c'est le cas avec le Centre français de secourisme (CFS) et l'association des secouristes français Croix-Blanche.
Elle décerne divers témoignages pour le mérite dont la médaille de la protection civile en faveur de ceux qui œuvrent pour le secourisme, ainsi que pour les sapeurs-pompiers.
Son siège social est situé à Paris.
Sa devise est « Prévoir – Protéger – Sauver ».